# William Symington
Pour les articles homonymes, voir Symington.
William Symington, né en octobre 1763 à Leadhills et mort le 22 mars 1831 à Londres, est un ingénieur et inventeur écossais, constructeur du premier bateau à vapeur, le Charlotte Dundas.